# Pizai fűcsiga
A pizai fűcsiga vagy mediterrán csiga (Theba pisana) eredetileg a Földközi-tenger térségében őshonos szárazföldi csigafaj, amely azonban invazív fajként több országban elterjedt és jelentős mezőgazdasági károkat okozhat.

## Megjelenése

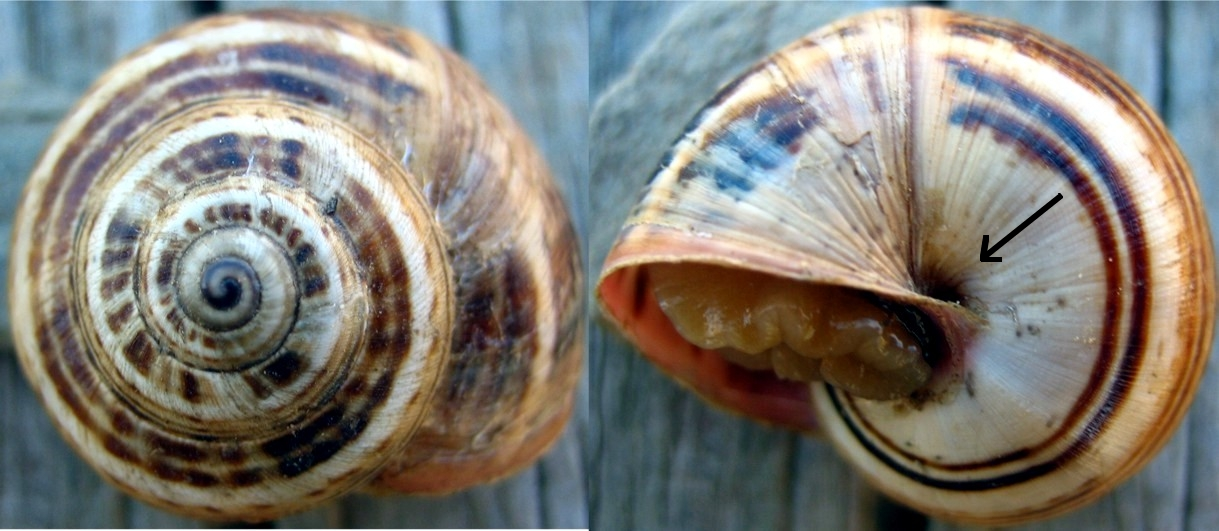
A csigaház

A csigaház 5-6 kanyarulatból áll, szélessége 12–25 mm, magassága 9–20 mm, görögországi változatának átmérője jellemzően 15 mm alatt van. Alapszíne a fehértől a krémszíntől a sárgásig lehet, amelyet hosszanti sávok vagy sávba rendeződött halvány- vagy sötétbarna foltok díszítenek. A faj jellegzetessége, hogy a csigaház csúcsa, első kanyarulata gyakran sötét kékesszürkére színeződik. Köldöke közepesen szűk, a szájadék pereme részben elfedi. A szájadék belső pereme gyakran vöröses színű. Az állat egészen világos sárgásbarna, feje két oldaláról indulva sötétebb sávok futnak az igen hosszú csápok végéig.   

## Elterjedése
A pizai fűcsiga eredetileg a Földközi-tenger medencéjében volt honos, ahonnan továbbterjedt Európa atlanti partvidékére, egészen Hollandiáig és a Brit-szigetekig. A globális kereskedelemmel eljutott Ázsiába, Dél-Afrikába, Ausztráliába és az Egyesült Államokban Kaliforniába. Táplálkozása, az őshonos fajok kiszorítása és a gépesített feldolgozást akadályozó életmódja miatt sok helyen mezőgazdasági kártevőnek minősül. 

## Életmódja

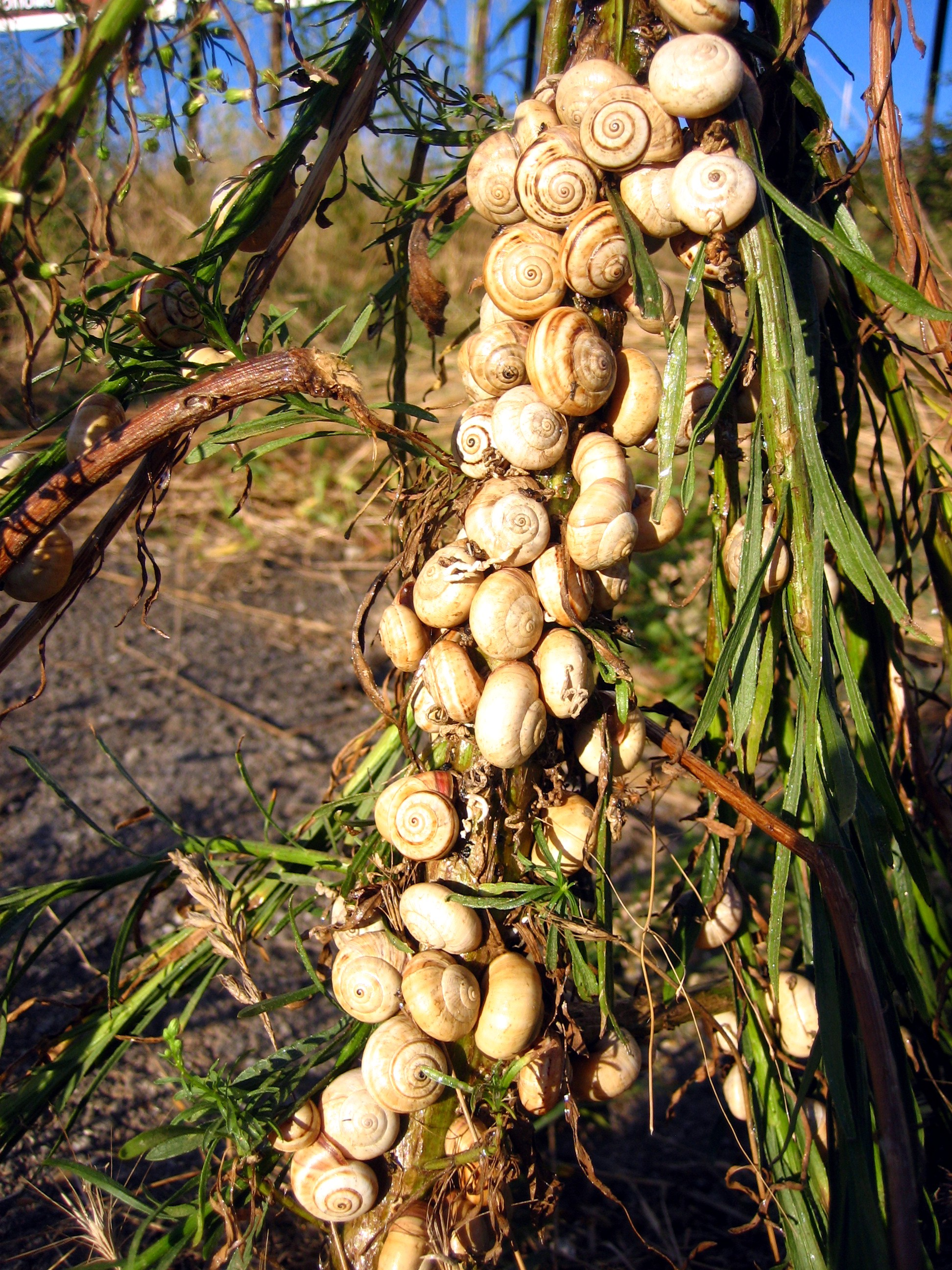
Pizai fűcsiga tömegben

A pizai fűcsiga a homokos talajú tengerparti élőhelyeket kedveli, akár a növényzet által alig megkötött homokdűnéken is megél. A Portugáliától Görögországig húzódó partvidéken az egyik leggyakoribb csigafaj. A nyári napsütés által felforrósított homokos talajt úgy kerüli el, hogy napközben magas kórókra, bokrokra, kerítésoszlopokra mászik fel, gyakran tömegesen (3000 példányt is számoltak egyetlen fán). A mediterrán vidékeken a nyári aszályt is kórókra mászva, hibernálódva vészeli át. A komolyabb téli fagyokat nem viseli el. Növényevő, szinte bármilyen növény leveleit megeszi. Nagyobb tömegben a legelőkön a háziállatokkal versenghet a táplálékért és azok nem szívesen eszik meg a csigák által bemászott növényeket. Dél-Afrikában a citrus- szőlő- és pillangósvirágú ültetvényeket pusztítja. A gabonaföldeken a kórómászó szokása miatt eltömítheti a betakarító gépeket és a betakarított termést is élvezhetetlenné teszik. Populációsűrűsége 300-700 is lehet négyzetméterenként.
Mérsékelt éghajlaton (pl. Franciaország) júniustól októberig rakja le 40-80 petéjét kövek alá, a talajba. A kikelő utódok 2 mm átmérőjűek, az ivarérettséget 1 évesen, teljes méretüket 2 évesen érik el. 

## Változatai

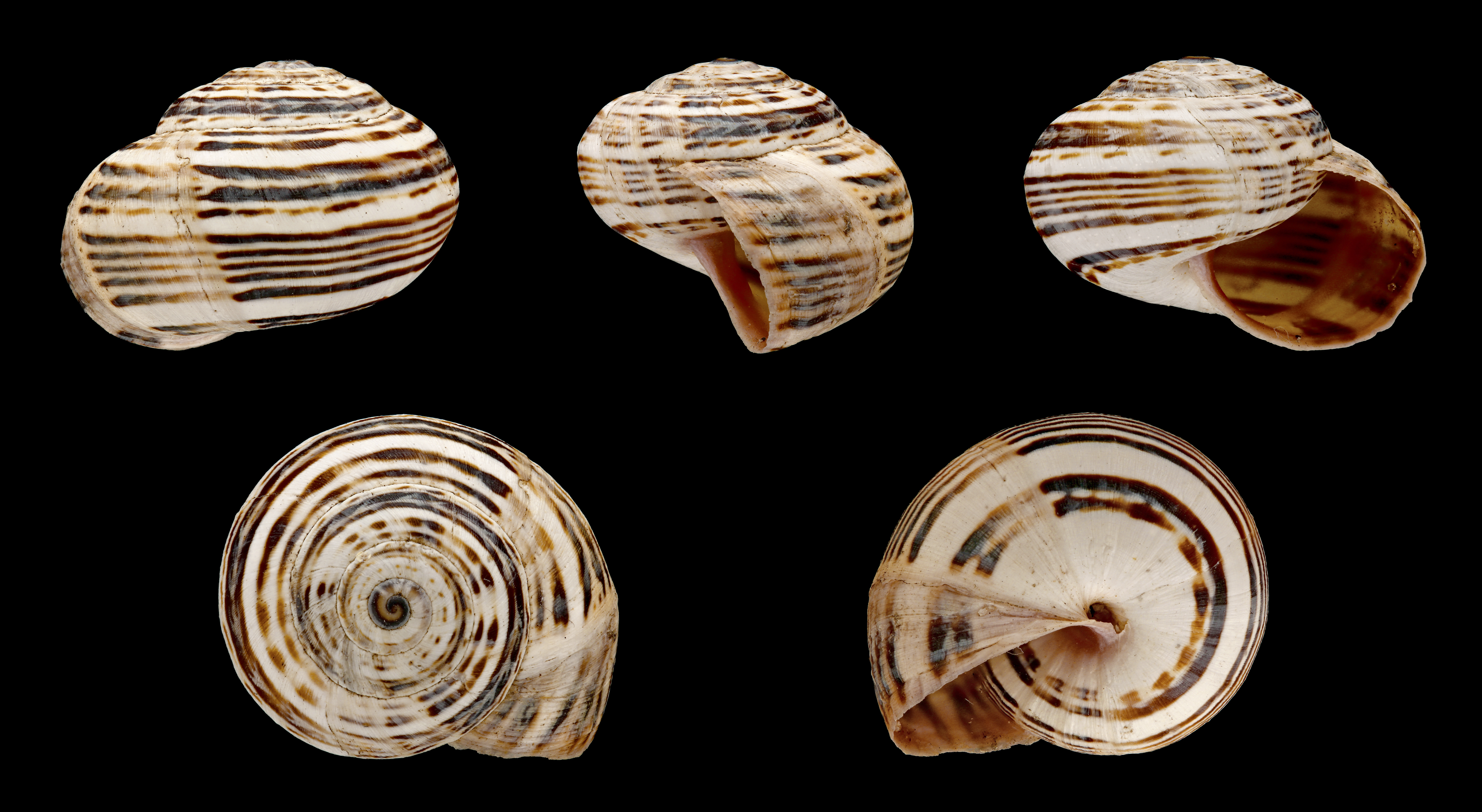
Theba pisana pisana
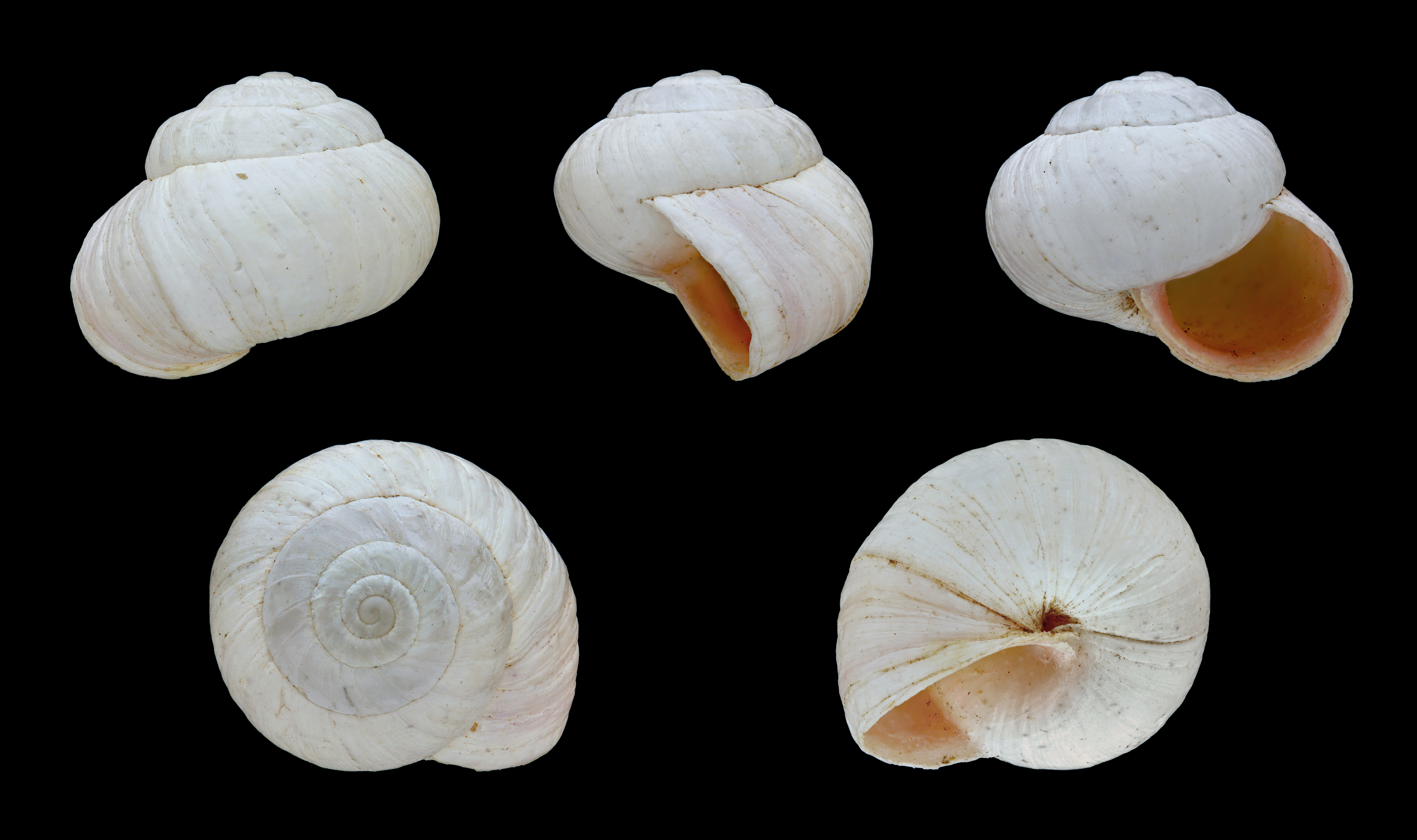
Theba pisana pisana
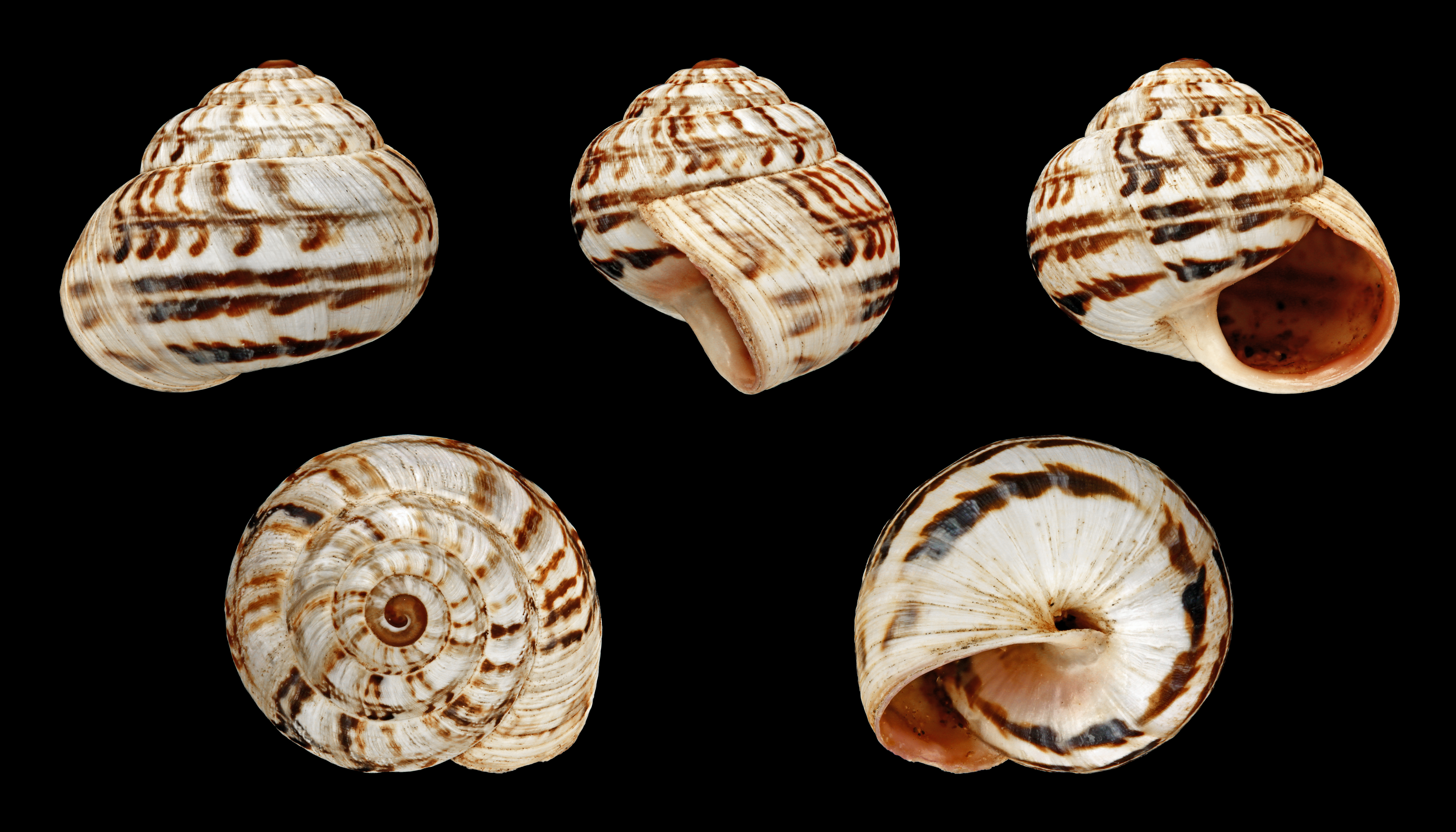
Theba pisana ampullacea
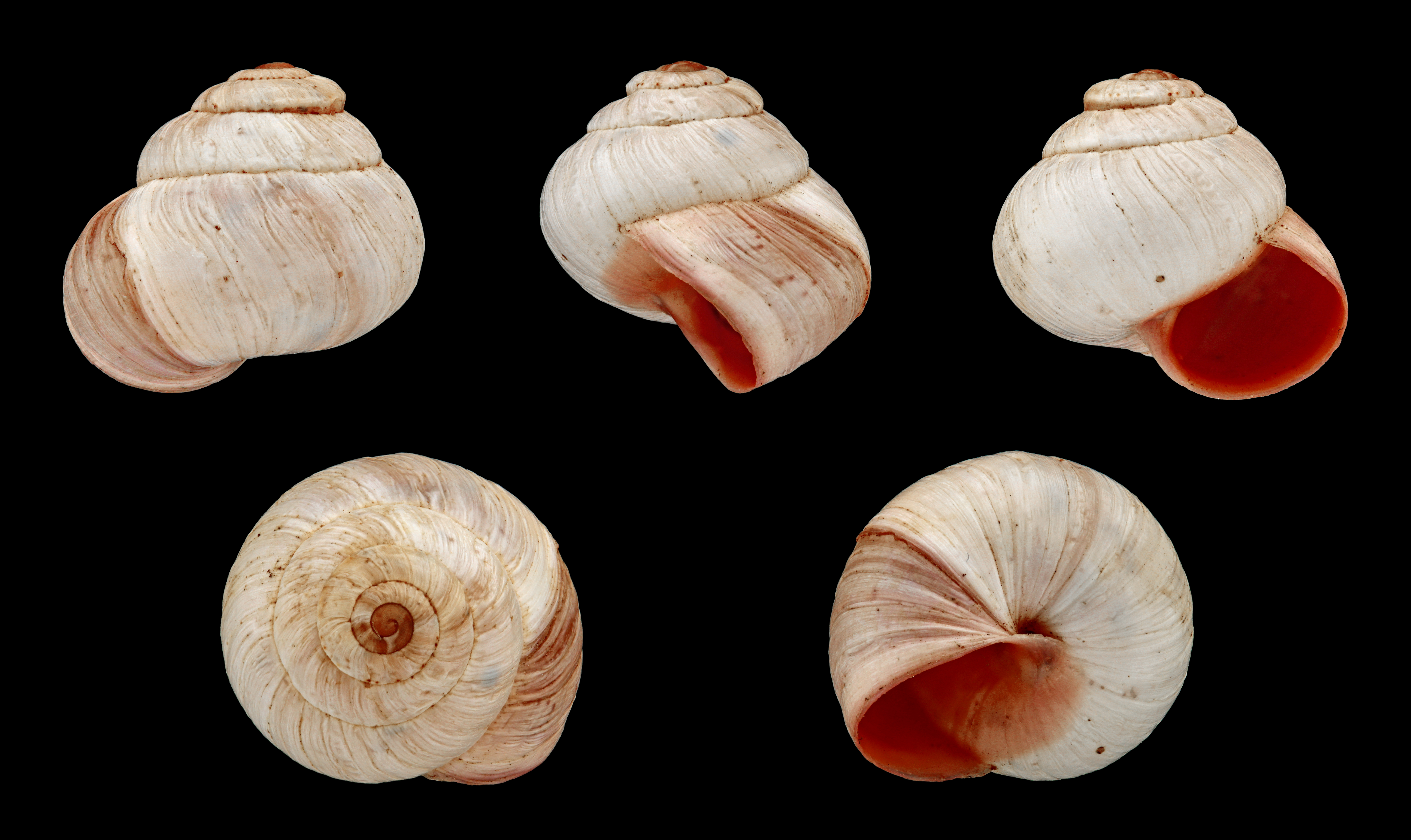
Theba pisana ampullacea
Theba pisana carpiensis
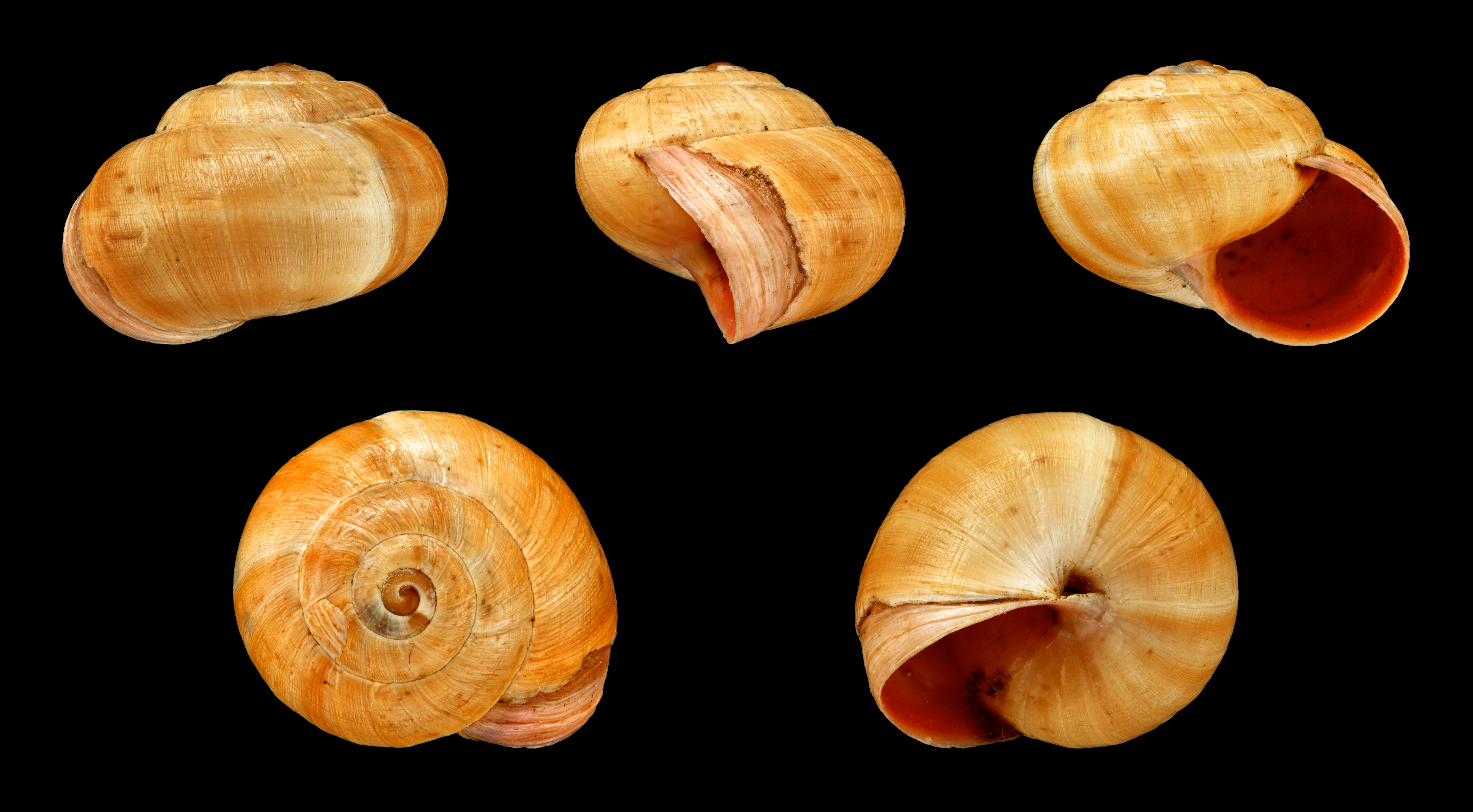
Theba pisana concolor
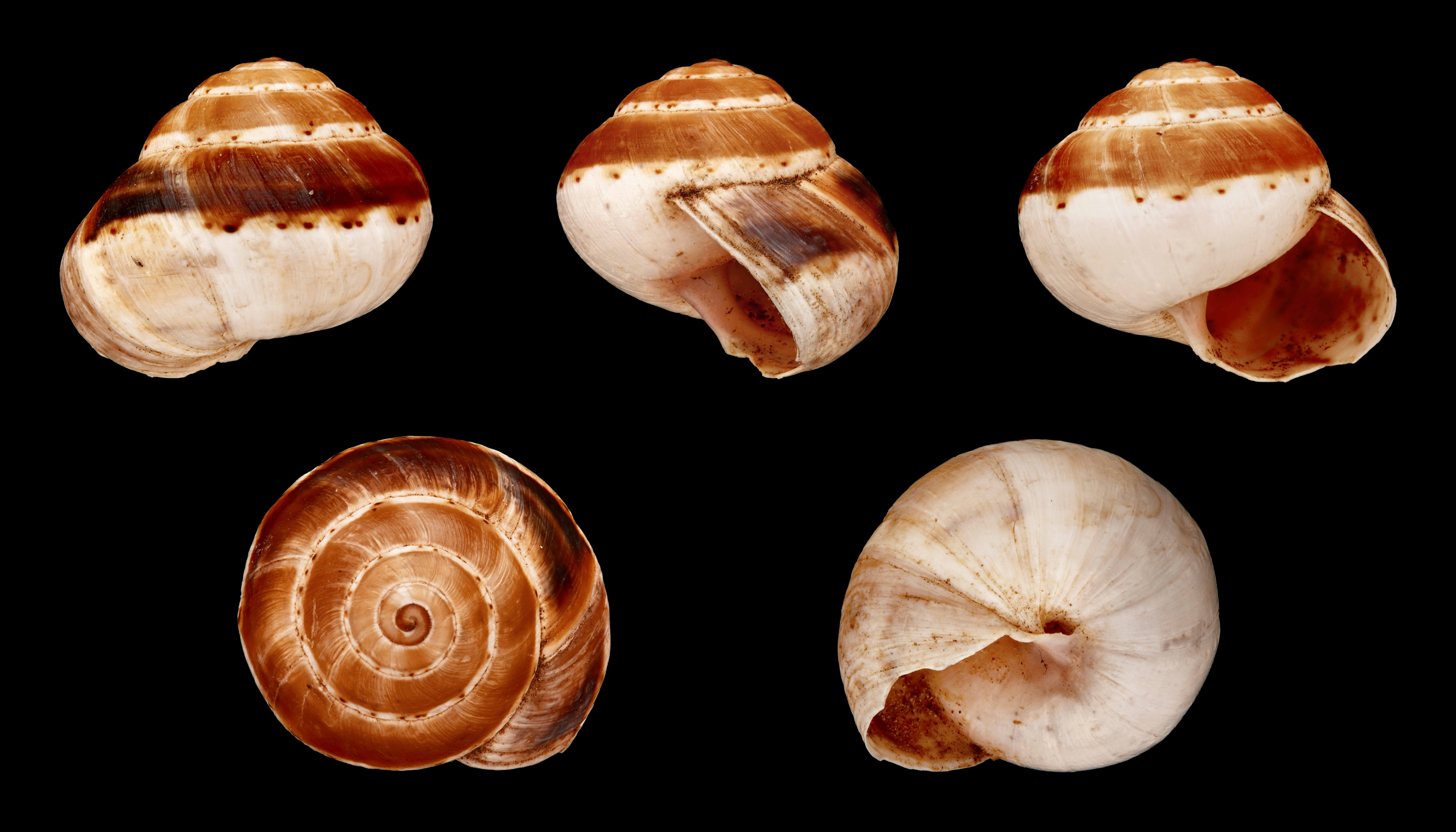
Theba pisana dermoi
Theba pisana fauxrosea
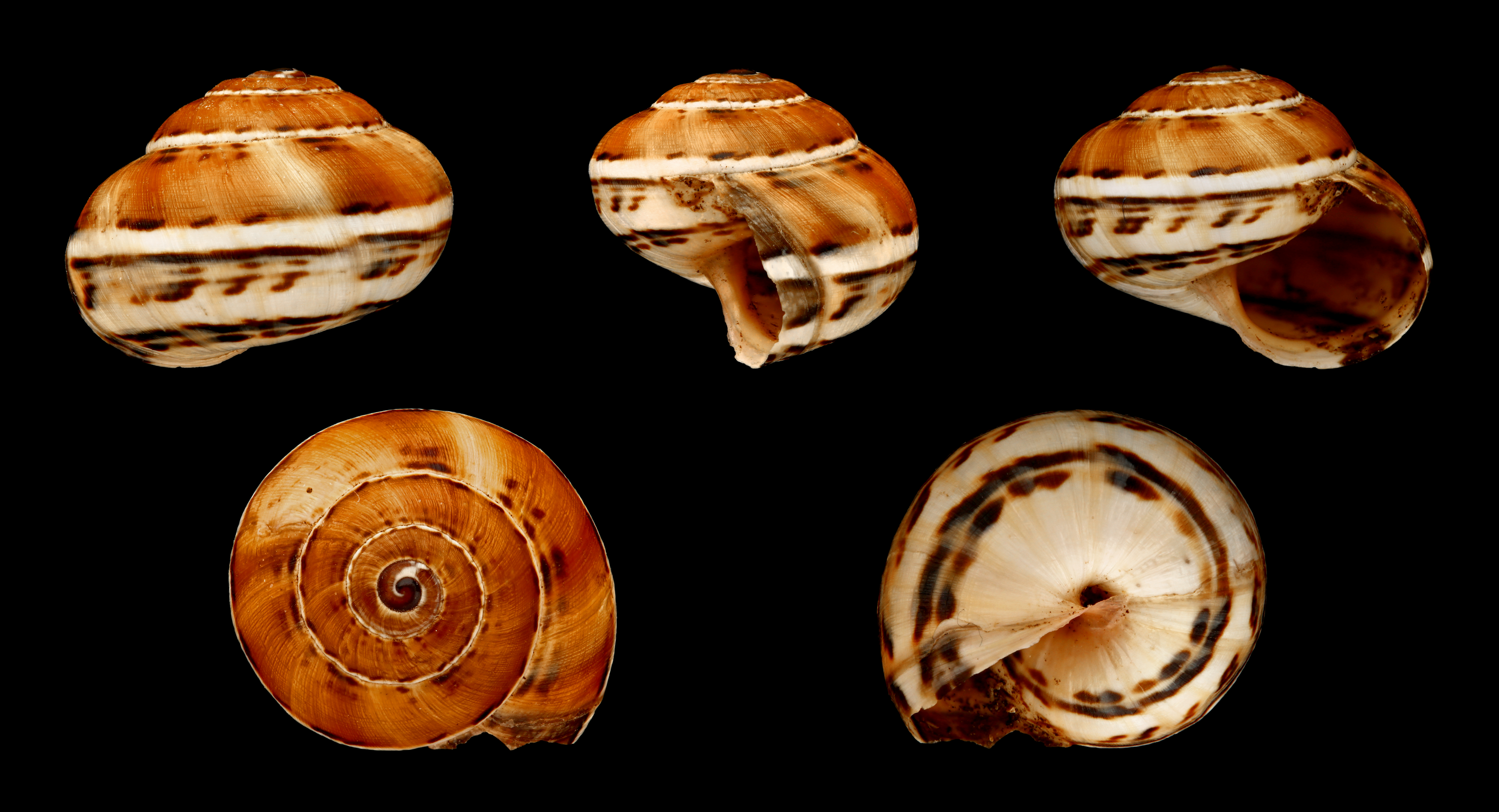
Theba pisana ferruginea
Theba pisana lineolata
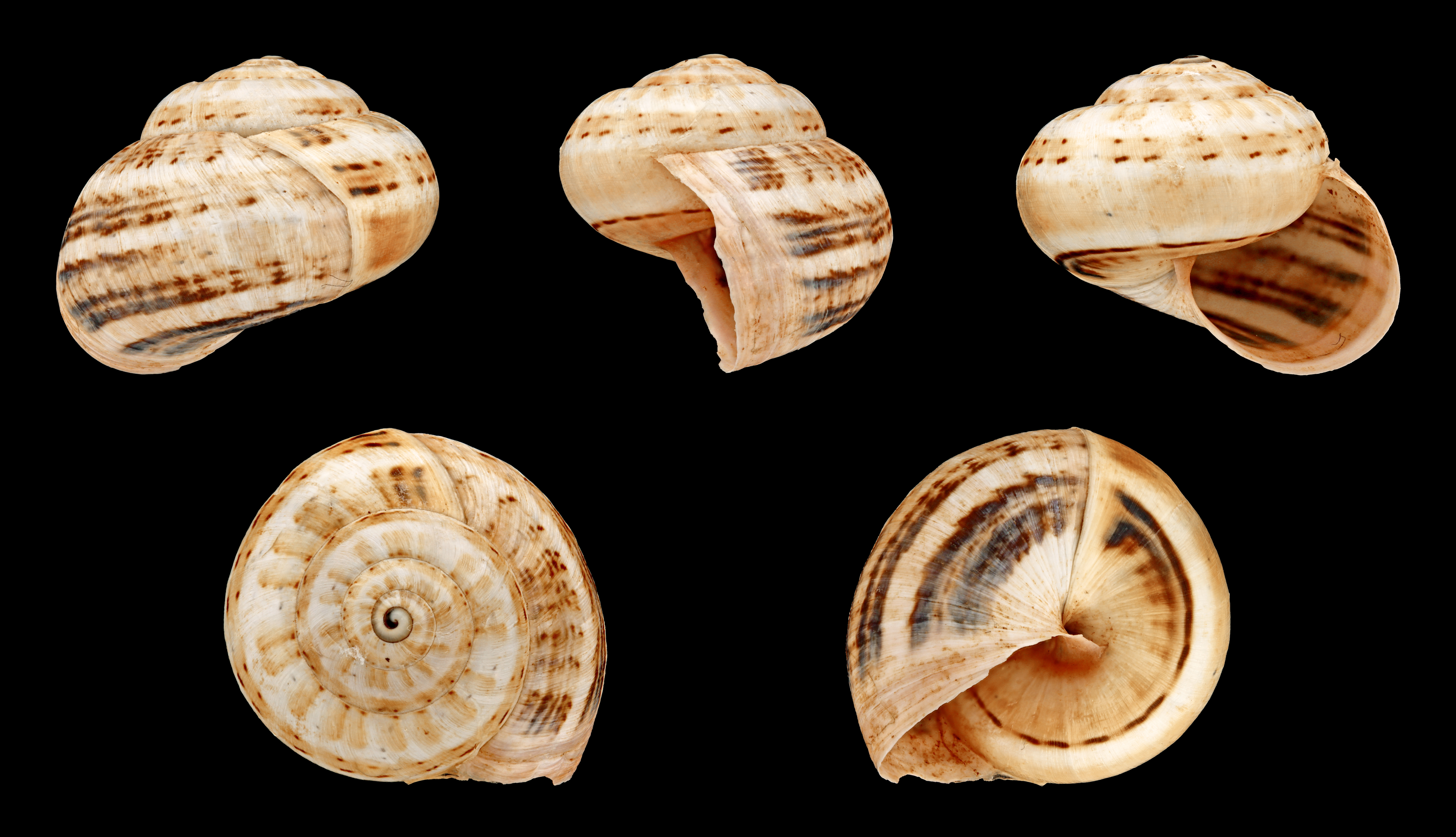
Theba pisana major
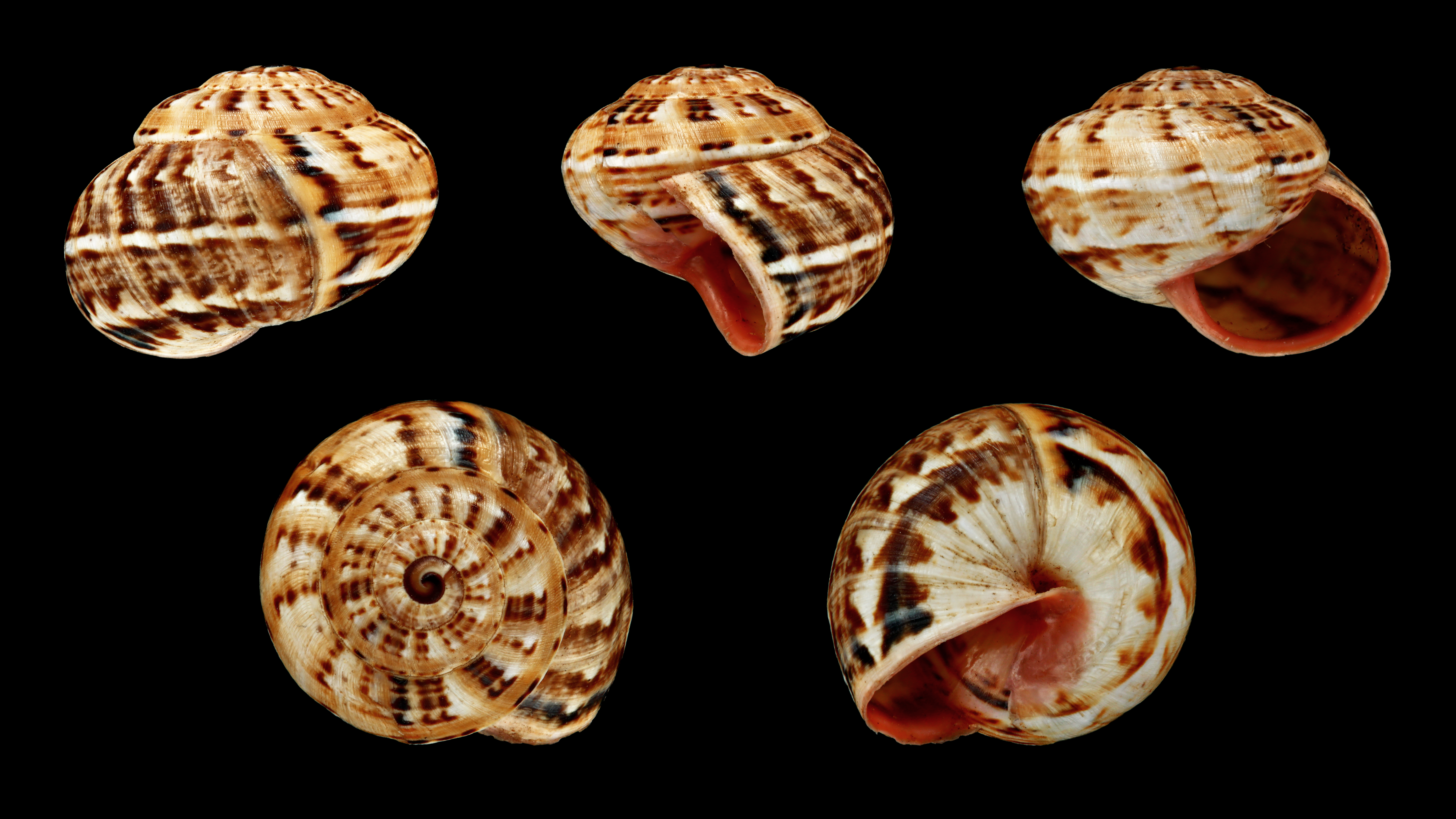
Theba pisana minor
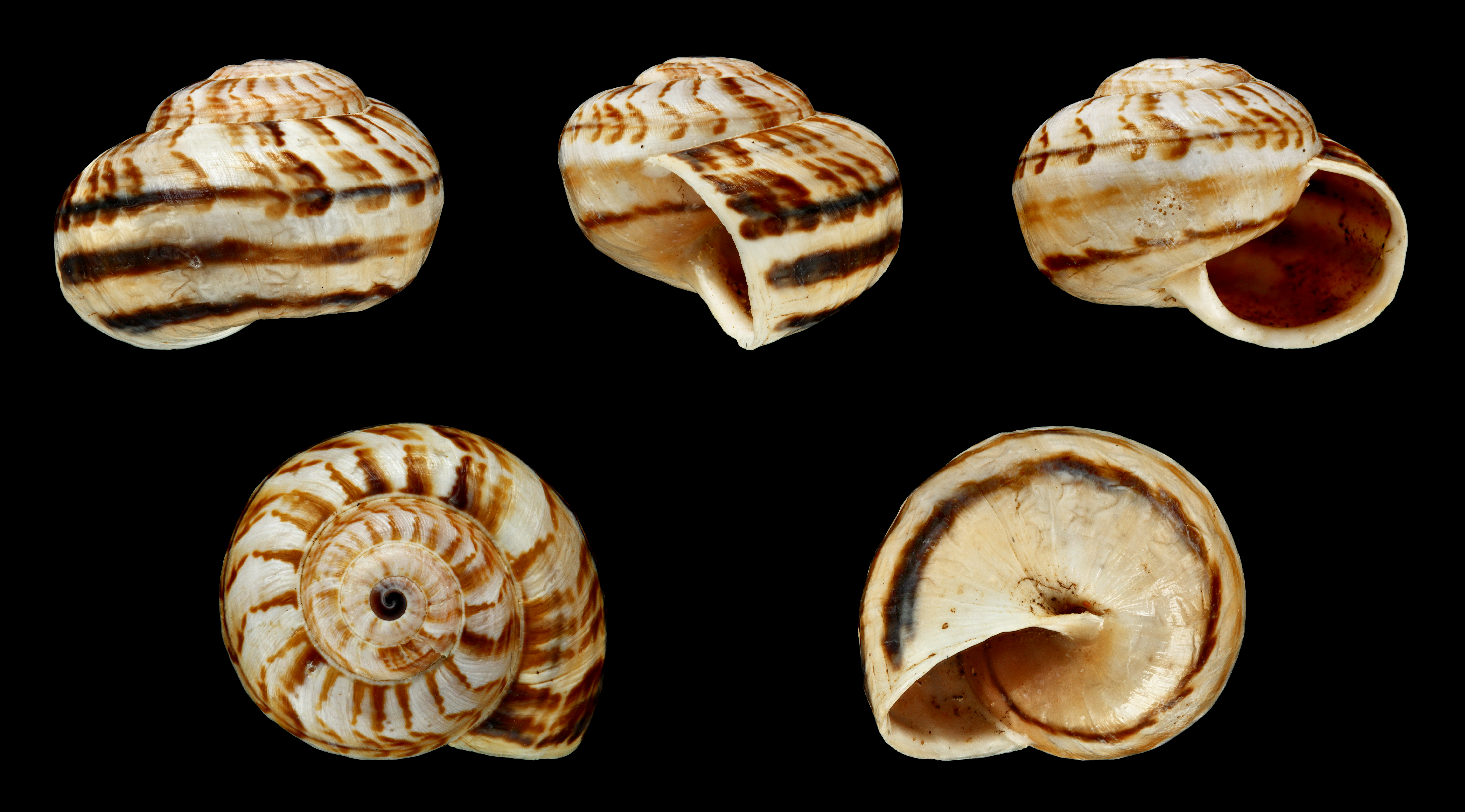
Theba pisana musica
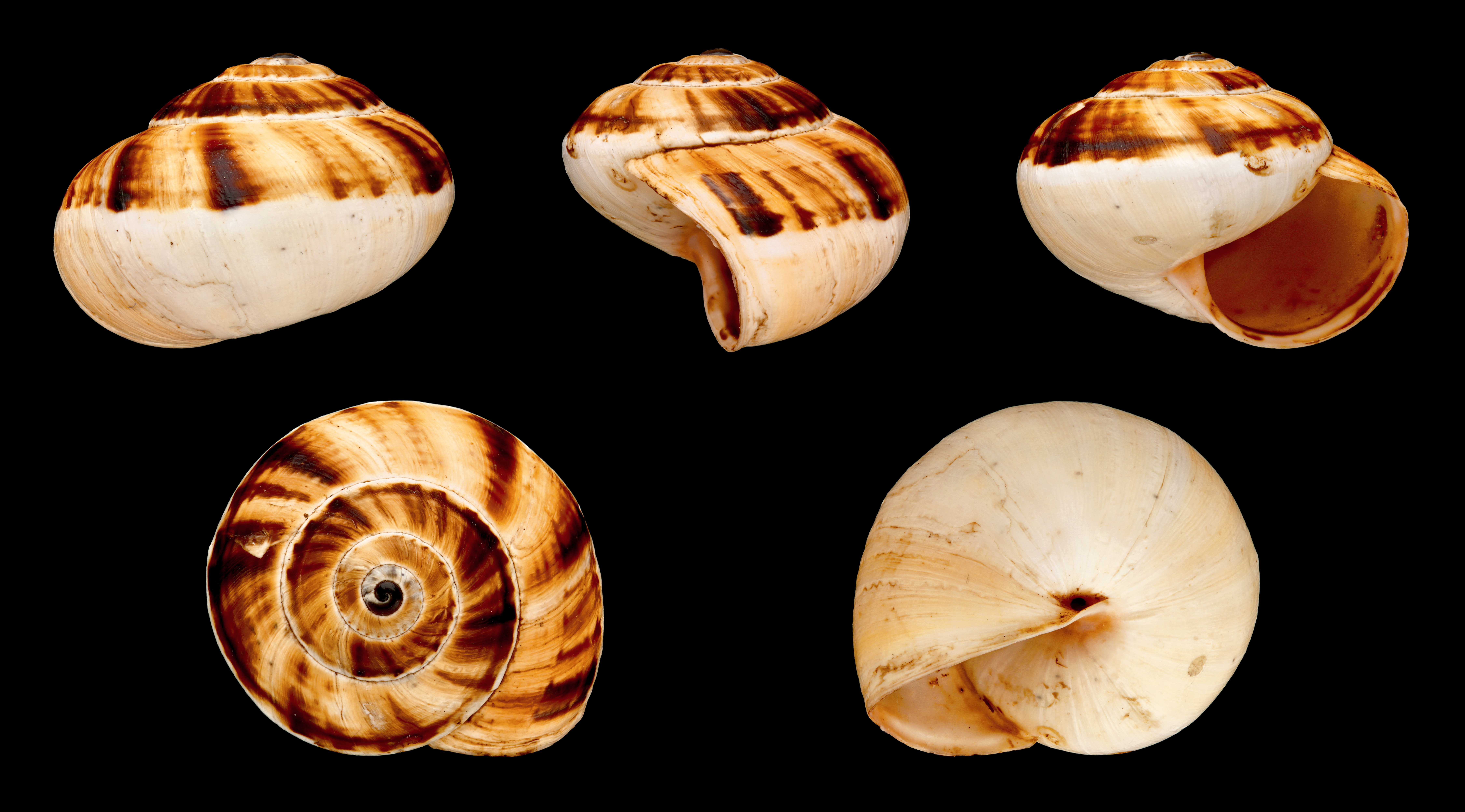
Theba pisana semifulva
Theba pisana sertum